# 5 Seconds of Summer/Auszeichnungen für Musikverkäufe

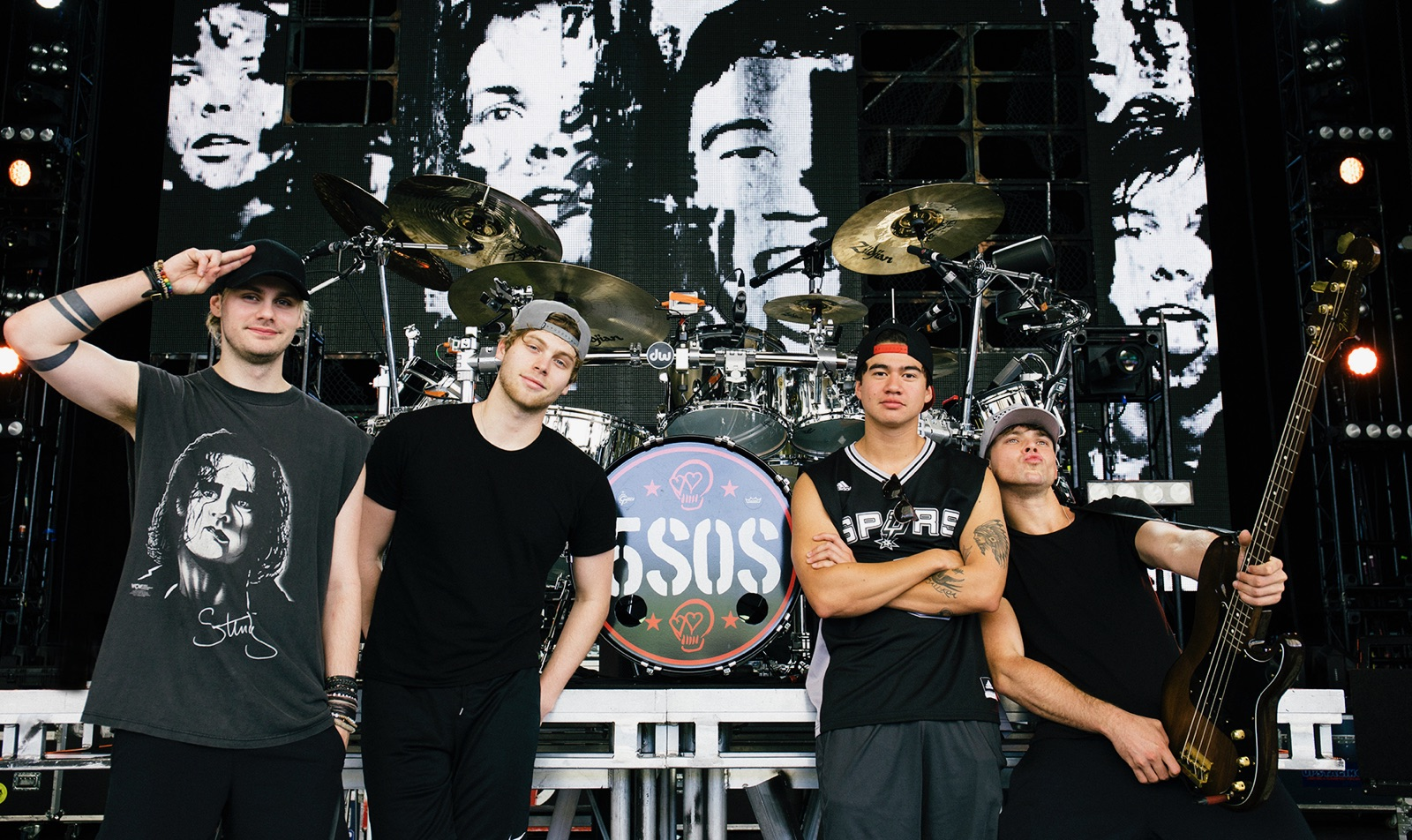
5 Seconds of Summer

Dies ist eine Übersicht über die Auszeichnungen für Musikverkäufe der australischen Pop-Rock-Band 5 Seconds of Summer. Die Auszeichnungen finden sich nach ihrer Art (Gold, Platin usw.), nach Staaten getrennt in chronologischer Reihenfolge, geordnet sowie nach den Tonträgern selbst, ebenfalls in chronologischer Reihenfolge, getrennt nach Medium (Alben, Singles usw.), wieder.

## Auszeichnungen
| - Vereinigtes Königreich - 2018: für die Single Good Girls - 2020: für die Single Easier - 2020: für die Single Want You Back - 2022: für die Single Lie to Me - 2023: für das Lied Ghost of You - Australien - 2016: für das Videoalbum How Did We End Up Here? Live at Wembley Arena - 2019: für das Album Youngblood - 2020: für die Single Old Me - 2021: für das Album Sounds Good Feels Good - 2021: für die EP Somewhere New - 2021: für die Single Girls Talk Boys - 2021: für die Single Valentine - 2021: für das Lied Ghost of You - Brasilien - 2015: für das Album 5 Seconds of Summer - 2023: für die Single Valentine - Dänemark - 2014: für das Streaming She Looks so Perfect - 2019: für die Single Amnesia - 2020: für die Single Easier - 2020: für die Single Who Do You Love - 2023: für die Single Teeth - Deutschland - 2019: für die Single Youngblood - Finnland - 2020: für das Album Youngblood - 2020: für die Single Easier - Frankreich - 2025: für die Single Teeth - Italien - 2014: für das Album 5 Seconds of Summer - 2014: für die Single She Looks so Perfect - 2022: für das Album Youngblood - 2024: für die Single Teeth - Japan - 2025: für die Single Teeth - Kanada - 2014: für die Single Amnesia - 2019: für die Single Lie to Me - 2020: für die Single Teeth - 2021: für die Single Old Me - Malaysia - 2016: für das Album Sounds Good Feels Good - Mexiko - 2019: für die Single Who Do You Love - 2019: für das Album Youngblood - Neuseeland - 2015: für die Single Don’t Stop - 2019: für das Album Sounds Good Feels Good - 2022: für das Album Calm - Norwegen - 2015: für die Single She Looks so Perfect - 2015: für die Single Amnesia - Österreich - 2015: für das Album 5 Seconds of Summer - Polen - 2014: für das Album 5 Seconds of Summer - 2019: für die Single Who Do You Love - 2020: für die Single Lie to Me - 2023: für das Album Sounds Good Feels Good - Portugal - 2020: für die Single Easier - 2020: für die Single Lie to Me - 2022: für die Single Teeth - Schweden - 2014: für die Single Amnesia - 2015: für das Album 5 Seconds of Summer - 2015: für die Single Don’t Stop - 2018: für das Album Youngblood - Singapur - 2019: für das Album 5 Seconds of Summer - Spanien - 2014: für das Album 5 Seconds of Summer - 2024: für die Single She Looks so Perfect - 2024: für die Single Teeth - Vereinigte Staaten - 2015: für die Single Don’t Stop - 2018: für die Single Want You Back - 2020: für die Single Teeth - 2022: für das Album Sounds Good Feels Good - 2022: für das Lied Ghost of You - Vereinigtes Königreich - 2016: für das Album Sounds Good Feels Good - 2018: für die Single Don’t Stop - 2021: für das Album Youngblood - 2024: für die Single Teeth - 2024: für das Album Calm - 2025: für die Single She’s Kinda Hot - 2025: für die Single Who Do You Love | - Australien - 2019: für die Single She’s Kinda Hot - 2019: für die Single Want You Back - 2021: für die Single Good Girls - Belgien - 2019: für die Single Youngblood - Brasilien - 2015: für das Album LiveSOS - 2023: für die Single Lie to Me - 2023: für die Single Old Me - 2023: für die Single Want You Back - 2023: für das Lied Ghost of You - 2023: für die Single She Looks so Perfect - Dänemark - 2021: für das Album 5 Seconds of Summer - 2022: für das Album Youngblood - 2024: für die Single She Looks so Perfect - Frankreich - 2022: für die Single Youngblood - Italien - 2019: für die Single Youngblood - Kanada - 2014: für die Single She Looks so Perfect - 2015: für das Album 5 Seconds of Summer - 2019: für das Album Youngblood - Malaysia - 2016: für das Album 5 Seconds of Summer - Mexiko - 2015: für das Album 5 Seconds of Summer - 2019: für die Single Youngblood - Neuseeland - 2019: für die Single Who Do You Love - 2020: für die Single Amnesia - 2020: für die Single Easier - 2022: für das Album 5 Seconds of Summer - 2023: für die Single Lie to Me - Philippinen - 2017: für das Album Sounds Good Feels Good - Polen - 2021: für die Single Easier - 2023: für das Album Youngblood - 2023: für das Album Calm - Schweden - 2014: für die Single She Looks so Perfect - Singapur - 2021: für das Album Youngblood - Spanien - 2024: für die Single Youngblood - Vereinigte Staaten - 2020: für die Single Easier - 2021: für die Single Good Girls - 2022: für das Album 5 Seconds of Summer - 2022: für das Album Youngblood - 2022: für die Single She’s Kinda Hot - Vereinigtes Königreich - 2018: für das Album 5 Seconds of Summer - 2023: für die Single Amnesia - Australien - 2019: für die Single Who Do You Love - 2020: für die Single Easier - 2020: für die Single Teeth - 2021: für das Album 5 Seconds of Summer - 2021: für die Single Don’t Stop - 2021: für die Single Lie to Me - Brasilien - 2023: für die Single Easier - Finnland - 2020: für die Single Youngblood - Kanada - 2020: für die Single Who Do You Love - Neuseeland - 2022: für die Single She Looks so Perfect - 2023: für das Album Youngblood - 2024: für die Single Teeth - Philippinen - 2016: für das Album 5 Seconds of Summer - Polen - 2024: für die Single Teeth - Schweden - 2018: für die Single Youngblood - Vereinigte Staaten - 2015: für die Single She Looks so Perfect - 2016: für die Single Amnesia - 2023: für die Single Who Do You Love - Vereinigtes Königreich - 2024: für die Single She Looks so Perfect | - Brasilien - 2023: für die Single Who Do You Love - 2023: für die Single Teeth - Portugal - 2021: für die Single Youngblood - Vereinigtes Königreich - 2022: für die Single Youngblood - Australien - 2021: für die Single Amnesia - Dänemark - 2024: für die Single Youngblood - Australien - 2021: für die Single She Looks so Perfect - Vereinigte Staaten - 2022: für die Single Youngblood - Neuseeland - 2025: für die Single Youngblood - Australien - 2021: für die Single Youngblood - Polen - 2020: für die Single Youngblood - Brasilien - 2023: für die Single Youngblood |

## Auszeichnungen nach Alben

### 5 Seconds of Summer
| Land/Region                  | Auszeichnungen für Musikverkäufe (Land/Region, Auszeichnung, Verkäufe) | Verkäufe  |
| ---------------------------- | ---------------------------------------------------------------------- | --------- |
| Australien (ARIA)            | 2× Platin                                                              | 140.000   |
| Brasilien (PMB)              | Gold                                                                   | 20.000    |
| Dänemark (IFPI)              | Platin                                                                 | 20.000    |
| Italien (FIMI)               | Gold                                                                   | 25.000    |
| Kanada (MC)                  | Platin                                                                 | 80.000    |
| Mexiko (AMPROFON)            | Platin                                                                 | 60.000    |
| Malaysia (RIM)               | Platin                                                                 | 20.000    |
| Neuseeland (RMNZ)            | Platin                                                                 | 15.000    |
| Österreich (IFPI)            | Gold                                                                   | 7.500     |
| Philippinen (PARI)           | 2× Platin                                                              | 30.000    |
| Polen (ZPAV)                 | Gold                                                                   | 10.000    |
| Schweden (IFPI)              | Gold                                                                   | 20.000    |
| Singapur (RIAS)              | Gold                                                                   | 5.000     |
| Spanien (Promusicae)         | Gold                                                                   | 20.000    |
| Vereinigte Staaten (RIAA)    | Platin                                                                 | 1.000.000 |
| Vereinigtes Königreich (BPI) | Platin                                                                 | 300.000   |
| Insgesamt                    | 7× Gold · 11× Platin ·                                                 | 1.772.500 |

### LiveSOS
| Land/Region     | Auszeichnungen für Musikverkäufe (Land/Region, Auszeichnung, Verkäufe) | Verkäufe |
| --------------- | ---------------------------------------------------------------------- | -------- |
| Brasilien (PMB) | Platin                                                                 | 40.000   |
| Insgesamt       | 1× Platin ·                                                            | 40.000   |

### Sounds Good Feels Good
| Land/Region                  | Auszeichnungen für Musikverkäufe (Land/Region, Auszeichnung, Verkäufe) | Verkäufe |
| ---------------------------- | ---------------------------------------------------------------------- | -------- |
| Australien (ARIA)            | Gold                                                                   | 35.000   |
| Malaysia (RIM)               | Gold                                                                   | 10.000   |
| Neuseeland (RMNZ)            | Gold                                                                   | 7.500    |
| Philippinen (PARI)           | Platin                                                                 | 15.000   |
| Polen (ZPAV)                 | Gold                                                                   | 10.000   |
| Vereinigte Staaten (RIAA)    | Gold                                                                   | 500.000  |
| Vereinigtes Königreich (BPI) | Gold                                                                   | 100.000  |
| Insgesamt                    | 6× Gold · 1× Platin ·                                                  | 677.500  |

### Youngblood
| Land/Region                  | Auszeichnungen für Musikverkäufe (Land/Region, Auszeichnung, Verkäufe) | Verkäufe  |
| ---------------------------- | ---------------------------------------------------------------------- | --------- |
| Australien (ARIA)            | Gold                                                                   | 35.000    |
| Dänemark (IFPI)              | Platin                                                                 | 20.000    |
| Finnland (IFPI)              | Gold                                                                   | 10.000    |
| Italien (FIMI)               | Gold                                                                   | 25.000    |
| Kanada (MC)                  | Platin                                                                 | 80.000    |
| Mexiko (AMPROFON)            | Gold                                                                   | 30.000    |
| Neuseeland (RMNZ)            | 2× Platin                                                              | 30.000    |
| Polen (ZPAV)                 | Platin                                                                 | 20.000    |
| Schweden (IFPI)              | Gold                                                                   | 15.000    |
| Singapur (RIAS)              | Platin                                                                 | 10.000    |
| Vereinigte Staaten (RIAA)    | Platin                                                                 | 1.000.000 |
| Vereinigtes Königreich (BPI) | Gold                                                                   | 100.000   |
| Insgesamt                    | 6× Gold · 7× Platin ·                                                  | 1.375.000 |

### Calm
| Land/Region                  | Auszeichnungen für Musikverkäufe (Land/Region, Auszeichnung, Verkäufe) | Verkäufe |
| ---------------------------- | ---------------------------------------------------------------------- | -------- |
| Neuseeland (RMNZ)            | Gold                                                                   | 7.500    |
| Polen (ZPAV)                 | Platin                                                                 | 20.000   |
| Vereinigtes Königreich (BPI) | Gold                                                                   | 100.000  |
| Insgesamt                    | 2× Gold · 1× Platin ·                                                  | 127.500  |

## Auszeichnungen nach EPs

### Somewhere New
| Land/Region       | Auszeichnungen für Musikverkäufe (Land/Region, Auszeichnung, Verkäufe) | Verkäufe |
| ----------------- | ---------------------------------------------------------------------- | -------- |
| Australien (ARIA) | Gold                                                                   | 35.000   |
| Insgesamt         | 1× Gold · × Platin ·                                                   | 35.000   |

## Auszeichnungen nach Singles

### She Looks So Perfect
| Land/Region                  | Auszeichnungen für Musikverkäufe (Land/Region, Auszeichnung, Verkäufe) | Verkäufe  |
| ---------------------------- | ---------------------------------------------------------------------- | --------- |
| Australien (ARIA)            | 5× Platin                                                              | 350.000   |
| Brasilien (PMB)              | Platin                                                                 | 60.000    |
| Dänemark (IFPI)              | Platin                                                                 | 90.000    |
| Italien (FIMI)               | Gold                                                                   | 25.000    |
| Kanada (MC)                  | Platin                                                                 | 80.000    |
| Neuseeland (RMNZ)            | 2× Platin                                                              | 60.000    |
| Norwegen (IFPI)              | Gold                                                                   | 20.000    |
| Schweden (IFPI)              | Platin                                                                 | 40.000    |
| Spanien (Promusicae)         | Gold                                                                   | 30.000    |
| Vereinigte Staaten (RIAA)    | 2× Platin                                                              | 2.000.000 |
| Vereinigtes Königreich (BPI) | 2× Platin                                                              | 1.200.000 |
| Insgesamt                    | 3× Gold · 15× Platin ·                                                 | 3.955.000 |

### Don’t Stop
| Land/Region                  | Auszeichnungen für Musikverkäufe (Land/Region, Auszeichnung, Verkäufe) | Verkäufe  |
| ---------------------------- | ---------------------------------------------------------------------- | --------- |
| Australien (ARIA)            | 2× Platin                                                              | 140.000   |
| Neuseeland (RMNZ)            | Gold                                                                   | 7.500     |
| Schweden (IFPI)              | Gold                                                                   | 20.000    |
| Vereinigte Staaten (RIAA)    | Gold                                                                   | 500.000   |
| Vereinigtes Königreich (BPI) | Gold                                                                   | 400.000   |
| Insgesamt                    | 4× Gold · 2× Platin ·                                                  | 1.067.500 |

### Amnesia
| Land/Region                  | Auszeichnungen für Musikverkäufe (Land/Region, Auszeichnung, Verkäufe) | Verkäufe  |
| ---------------------------- | ---------------------------------------------------------------------- | --------- |
| Australien (ARIA)            | 4× Platin                                                              | 280.000   |
| Dänemark (IFPI)              | Gold                                                                   | 45.000    |
| Kanada (MC)                  | Gold                                                                   | 40.000    |
| Neuseeland (RMNZ)            | Platin                                                                 | 30.000    |
| Norwegen (IFPI)              | Gold                                                                   | 20.000    |
| Schweden (IFPI)              | Gold                                                                   | 20.000    |
| Vereinigte Staaten (RIAA)    | 2× Platin                                                              | 2.000.000 |
| Vereinigtes Königreich (BPI) | Platin                                                                 | 600.000   |
| Insgesamt                    | 4× Gold · 8× Platin ·                                                  | 3.035.000 |

### Good Girls
| Land/Region                  | Auszeichnungen für Musikverkäufe (Land/Region, Auszeichnung, Verkäufe) | Verkäufe  |
| ---------------------------- | ---------------------------------------------------------------------- | --------- |
| Australien (ARIA)            | Platin                                                                 | 70.000    |
| Vereinigte Staaten (RIAA)    | Platin                                                                 | 1.000.000 |
| Vereinigtes Königreich (BPI) | Silber                                                                 | 200.000   |
| Insgesamt                    | 1× Silber · 2× Platin ·                                                | 1.270.000 |

### She’s Kinda Hot
| Land/Region                  | Auszeichnungen für Musikverkäufe (Land/Region, Auszeichnung, Verkäufe) | Verkäufe  |
| ---------------------------- | ---------------------------------------------------------------------- | --------- |
| Australien (ARIA)            | Platin                                                                 | 70.000    |
| Vereinigte Staaten (RIAA)    | Platin                                                                 | 1.000.000 |
| Vereinigtes Königreich (BPI) | Gold                                                                   | 400.000   |
| Insgesamt                    | 1× Gold · 2× Platin ·                                                  | 1.470.000 |

### Girls Talk Boys
| Land/Region       | Auszeichnungen für Musikverkäufe (Land/Region, Auszeichnung, Verkäufe) | Verkäufe |
| ----------------- | ---------------------------------------------------------------------- | -------- |
| Australien (ARIA) | Gold                                                                   | 35.000   |
| Insgesamt         | 1× Gold · × Platin ·                                                   | 35.000   |

### Want You Back
| Land/Region                  | Auszeichnungen für Musikverkäufe (Land/Region, Auszeichnung, Verkäufe) | Verkäufe |
| ---------------------------- | ---------------------------------------------------------------------- | -------- |
| Australien (ARIA)            | Platin                                                                 | 70.000   |
| Brasilien (PMB)              | Platin                                                                 | 40.000   |
| Vereinigte Staaten (RIAA)    | Gold                                                                   | 500.000  |
| Vereinigtes Königreich (BPI) | Silber                                                                 | 200.000  |
| Insgesamt                    | 1× Silber · 1× Gold · 2× Platin ·                                      | 810.000  |

### Youngblood
| Land/Region                  | Auszeichnungen für Musikverkäufe (Land/Region, Auszeichnung, Verkäufe) | Verkäufe   |
| ---------------------------- | ---------------------------------------------------------------------- | ---------- |
| Australien (ARIA)            | 13× Platin                                                             | 910.000    |
| Belgien (BRMA)               | Platin                                                                 | 40.000     |
| Brasilien (PMB)              | 2× Diamant                                                             | 320.000    |
| Dänemark (IFPI)              | 4× Platin                                                              | 360.000    |
| Deutschland (BVMI)           | Gold                                                                   | 200.000    |
| Finnland (IFPI)              | 2× Platin                                                              | 80.000     |
| Frankreich (SNEP)            | Platin                                                                 | 200.000    |
| Italien (FIMI)               | Platin                                                                 | 50.000     |
| Mexiko (AMPROFON)            | Platin                                                                 | 60.000     |
| Neuseeland (RMNZ)            | 8× Platin                                                              | 240.000    |
| Portugal (AFP)               | 3× Platin                                                              | 30.000     |
| Polen (ZPAV)                 | Diamant                                                                | 100.000    |
| Schweden (IFPI)              | 2× Platin                                                              | 160.000    |
| Spanien (Promusicae)         | Platin                                                                 | 60.000     |
| Vereinigte Staaten (RIAA)    | 6× Platin                                                              | 6.000.000  |
| Vereinigtes Königreich (BPI) | 3× Platin                                                              | 1.800.000  |
| Insgesamt                    | 1× Gold · 46× Platin · 3× Diamant ·                                    | 10.610.000 |

### Valentine
| Land/Region       | Auszeichnungen für Musikverkäufe (Land/Region, Auszeichnung, Verkäufe) | Verkäufe |
| ----------------- | ---------------------------------------------------------------------- | -------- |
| Australien (ARIA) | Gold                                                                   | 35.000   |
| Brasilien (PMB)   | Gold                                                                   | 20.000   |
| Insgesamt         | 2× Gold ·                                                              | 55.000   |

### Lie to Me
| Land/Region                  | Auszeichnungen für Musikverkäufe (Land/Region, Auszeichnung, Verkäufe) | Verkäufe |
| ---------------------------- | ---------------------------------------------------------------------- | -------- |
| Australien (ARIA)            | 2× Platin                                                              | 140.000  |
| Brasilien (PMB)              | Platin                                                                 | 40.000   |
| Kanada (MC)                  | Gold                                                                   | 40.000   |
| Neuseeland (RMNZ)            | Platin                                                                 | 30.000   |
| Polen (ZPAV)                 | Gold                                                                   | 10.000   |
| Portugal (AFP)               | Gold                                                                   | 5.000    |
| Vereinigtes Königreich (BPI) | Silber                                                                 | 200.000  |
| Insgesamt                    | 1× Silber · 3× Gold · 4× Platin ·                                      | 465.000  |

### Who Do You Love
| Land/Region                  | Auszeichnungen für Musikverkäufe (Land/Region, Auszeichnung, Verkäufe) | Verkäufe  |
| ---------------------------- | ---------------------------------------------------------------------- | --------- |
| Australien (ARIA)            | 2× Platin                                                              | 140.000   |
| Brasilien (PMB)              | 3× Platin                                                              | 120.000   |
| Dänemark (IFPI)              | Gold                                                                   | 45.000    |
| Kanada (MC)                  | 2× Platin                                                              | 160.000   |
| Mexiko (AMPROFON)            | Gold                                                                   | 30.000    |
| Neuseeland (RMNZ)            | Platin                                                                 | 30.000    |
| Polen (ZPAV)                 | Gold                                                                   | 10.000    |
| Vereinigte Staaten (RIAA)    | 2× Platin                                                              | 2.000.000 |
| Vereinigtes Königreich (BPI) | Gold                                                                   | 400.000   |
| Insgesamt                    | 4× Gold · 10× Platin ·                                                 | 2.935.000 |

### Easier
| Land/Region                  | Auszeichnungen für Musikverkäufe (Land/Region, Auszeichnung, Verkäufe) | Verkäufe  |
| ---------------------------- | ---------------------------------------------------------------------- | --------- |
| Australien (ARIA)            | 2× Platin                                                              | 140.000   |
| Brasilien (PMB)              | 2× Platin                                                              | 80.000    |
| Dänemark (IFPI)              | Gold                                                                   | 45.000    |
| Finnland (IFPI)              | Gold                                                                   | 20.000    |
| Neuseeland (RMNZ)            | Platin                                                                 | 30.000    |
| Polen (ZPAV)                 | Platin                                                                 | 50.000    |
| Portugal (AFP)               | Gold                                                                   | 5.000     |
| Vereinigte Staaten (RIAA)    | Platin                                                                 | 1.000.000 |
| Vereinigtes Königreich (BPI) | Silber                                                                 | 200.000   |
| Insgesamt                    | 1× Silber · 3× Gold · 7× Platin ·                                      | 1.570.000 |

### Teeth
| Land/Region                  | Auszeichnungen für Musikverkäufe (Land/Region, Auszeichnung, Verkäufe) | Verkäufe  |
| ---------------------------- | ---------------------------------------------------------------------- | --------- |
| Australien (ARIA)            | 2× Platin                                                              | 140.000   |
| Belgien (BRMA)               | 3× Platin                                                              | 120.000   |
| Dänemark (IFPI)              | Gold                                                                   | 45.000    |
| Frankreich (SNEP)            | Gold                                                                   | 100.000   |
| Italien (FIMI)               | Gold                                                                   | 50.000    |
| Kanada (MC)                  | Gold                                                                   | 40.000    |
| Neuseeland (RMNZ)            | 2× Platin                                                              | 60.000    |
| Polen (ZPAV)                 | 2× Platin                                                              | 100.000   |
| Portugal (AFP)               | Gold                                                                   | 5.000     |
| Spanien (Promusicae)         | Gold                                                                   | 30.000    |
| Vereinigte Staaten (RIAA)    | Gold                                                                   | 500.000   |
| Vereinigtes Königreich (BPI) | Gold                                                                   | 400.000   |
| Insgesamt                    | 8× Gold · 9× Platin ·                                                  | 1.590.000 |

### Old Me
| Land/Region       | Auszeichnungen für Musikverkäufe (Land/Region, Auszeichnung, Verkäufe) | Verkäufe |
| ----------------- | ---------------------------------------------------------------------- | -------- |
| Australien (ARIA) | Gold                                                                   | 35.000   |
| Brasilien (PMB)   | Platin                                                                 | 40.000   |
| Kanada (MC)       | Gold                                                                   | 40.000   |
| Insgesamt         | 2× Gold · 1× Platin ·                                                  | 115.000  |

## Auszeichnungen nach Liedern

### Ghost of You
| Land/Region                  | Auszeichnungen für Musikverkäufe (Land/Region, Auszeichnung, Verkäufe) | Verkäufe |
| ---------------------------- | ---------------------------------------------------------------------- | -------- |
| Australien (ARIA)            | Gold                                                                   | 35.000   |
| Brasilien (PMB)              | Platin                                                                 | 40.000   |
| Vereinigte Staaten (RIAA)    | Gold                                                                   | 500.000  |
| Vereinigtes Königreich (BPI) | Silber                                                                 | 200.000  |
| Insgesamt                    | 1× Silber · 2× Gold · 1× Platin ·                                      | 775.000  |

## Auszeichnungen nach Videoalben

### How Did We End Up Here? Live at Wembley Arena
| Land/Region       | Auszeichnungen für Musikverkäufe (Land/Region, Auszeichnung, Verkäufe) | Verkäufe |
| ----------------- | ---------------------------------------------------------------------- | -------- |
| Australien (ARIA) | Gold                                                                   | 7.500    |
| Insgesamt         | 1× Gold ·                                                              | 7.500    |

## Auszeichnungen nach Musikstreamings

### She Looks So Perfect
| Land/Region     | Auszeichnungen für Musikverkäufe (Land/Region, Auszeichnung, Verkäufe) | Verkäufe  |
| --------------- | ---------------------------------------------------------------------- | --------- |
| Dänemark (IFPI) | Gold                                                                   | 1.300.000 |
| Insgesamt       | 1× Gold ·                                                              | 1.300.000 |

### Teeth
| Land/Region  | Auszeichnungen für Musikverkäufe (Land/Region, Auszeichnung, Verkäufe) | Verkäufe   |
| ------------ | ---------------------------------------------------------------------- | ---------- |
| Japan (RIAJ) | Gold                                                                   | 50.000.000 |
| Insgesamt    | 1× Gold ·                                                              | 50.000.000 |

## Statistik und Quellen
| Land/RegionAuszeichnungen für Musikverkäufe (Land/Region, Auszeichnungen, Verkäufe, Quellen) | Silber     | Gold       | Platin         | Diamant     | Verkäufe   | Quellen              |
| -------------------------------------------------------------------------------------------- | ---------- | ---------- | -------------- | ----------- | ---------- | -------------------- |
| Australien (ARIA)                                                                            | —          | 8× Gold8   | 37× Platin37   | —           | 2.842.500  | aria.com.au          |
| Belgien (BRMA)                                                                               | —          | —          | Platin1        | —           | 40.000     | ultratop.be          |
| Brasilien (PMB)                                                                              | —          | 2× Gold2   | 14× Platin14   | 2× Diamant2 | 940.000    | pro-musicabr.org.br  |
| Dänemark (IFPI)                                                                              | —          | 5× Gold5   | 7× Platin7     | —           | 670.000    | ifpi.dk              |
| Deutschland (BVMI)                                                                           | —          | Gold1      | —              | —           | 200.000    | musikindustrie.de    |
| Finnland (IFPI)                                                                              | —          | 2× Gold2   | 2× Platin2     | —           | 110.000    | Einzelnachweise      |
| Frankreich (SNEP)                                                                            | —          | Gold1      | Platin1        | —           | 300.000    | snepmusique.com      |
| Italien (FIMI)                                                                               | —          | 4× Gold4   | Platin1        | —           | 175.000    | fimi.it              |
| Japan (RIAJ)                                                                                 | —          | Gold1      | —              | —           | 100.000    | riaj.or.jp           |
| Kanada (MC)                                                                                  | —          | 4× Gold4   | 5× Platin5     | —           | 560.000    | musiccanada.com      |
| Malaysia (RIM)                                                                               | —          | Gold1      | Platin1        | —           | 30.000     | Einzelnachweise      |
| Mexiko (AMPROFON)                                                                            | —          | 2× Gold2   | 2× Platin2     | —           | 180.000    | amprofon.com.mx      |
| Neuseeland (RMNZ)                                                                            | —          | 3× Gold3   | 20× Platin20   | —           | 547.500    | radioscope.co.nz NZ2 |
| Norwegen (IFPI)                                                                              | —          | 2× Gold2   | —              | —           | 40.000     | ifpi.no              |
| Österreich (IFPI)                                                                            | —          | Gold1      | —              | —           | 7.500      | ifpi.at              |
| Philippinen (PARI)                                                                           | —          | —          | 3× Platin3     | —           | 45.000     | Einzelnachweise      |
| Polen (ZPAV)                                                                                 | —          | 4× Gold4   | 5× Platin5     | Diamant1    | 330.000    | olis.pl              |
| Portugal (AFP)                                                                               | —          | 3× Gold3   | 3× Platin3     | —           | 45.000     | Einzelnachweise      |
| Schweden (IFPI)                                                                              | —          | 4× Gold4   | 3× Platin3     | —           | 275.000    | sverigetopplistan.se |
| Singapur (RIAS)                                                                              | —          | Gold1      | Platin1        | —           | 15.000     | rias.org.sg          |
| Spanien (Promusicae)                                                                         | —          | 3× Gold3   | Platin1        | —           | 140.000    | elportaldemusica.es  |
| Vereinigte Staaten (RIAA)                                                                    | —          | 5× Gold5   | 17× Platin17   | —           | 19.500.000 | riaa.com             |
| Vereinigtes Königreich (BPI)                                                                 | 5× Silber5 | 7× Gold7   | 7× Platin7     | —           | 6.800.000  | bpi.co.uk            |
| Insgesamt                                                                                    | 5× Silber5 | 64× Gold64 | 130× Platin130 | 3× Diamant3 |            |                      |